# 24 Capritxos per a violí

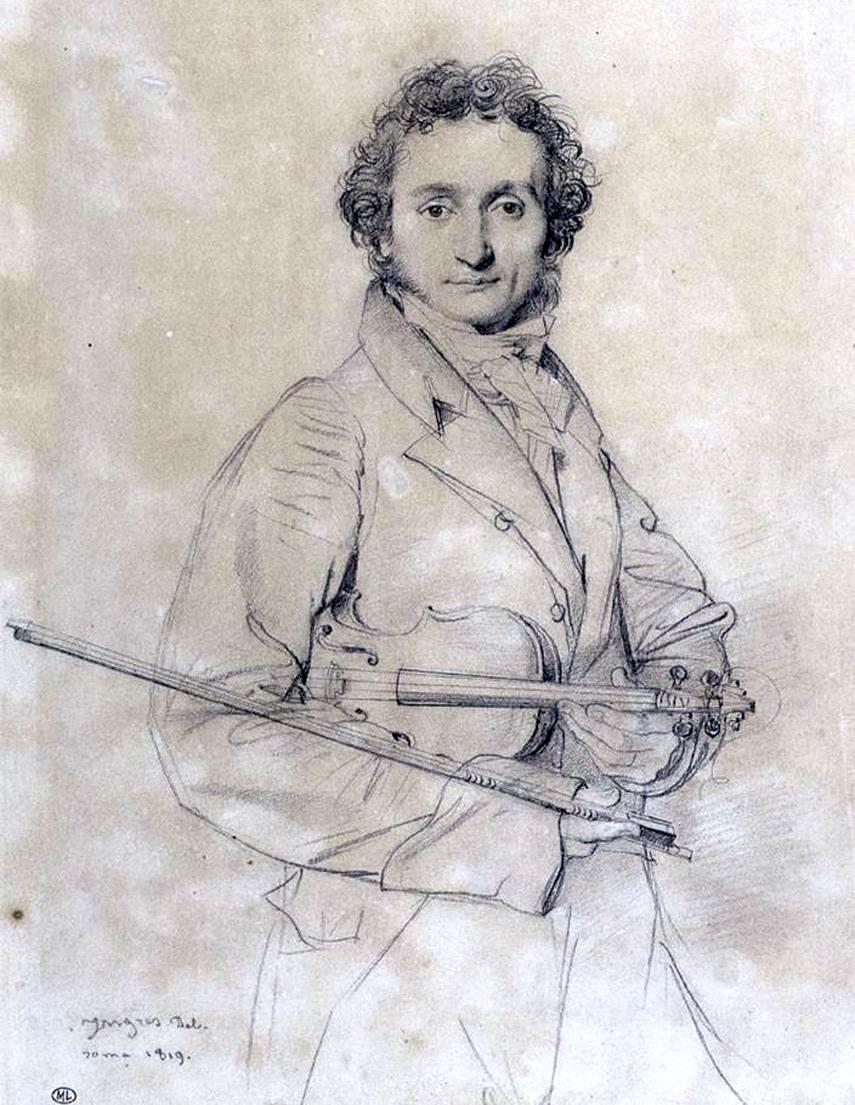
Niccolò Paganini

Els 24 Capritxos per a violí van ser escrits en grups (sis, sis i dotze) per Niccolò Paganini entre el 1802 i 1817. També són designades com a M. S. 25 en el Catalogo tematico delle musiche di Niccolò Paganini de Maria Rosa Moretti i Anna de Sorrento, que va ser publicada el 1982. Els Capritxos estan escrits en forma d'estudis, i cada número explora diferents tècniques del violí (trinats en dobles cordes, canvi extremadament ràpid de posicions i cordes, etc.)
Ricordi els va publicar per primera vegada el 1819, agrupats i numerats de l'1 al 24 Op. 1, juntament amb les 12 Sonates per a Violí i Guitarra (Opp. 2 i 3) i 6 Quartets de Guitarra (Opp. 4 i 5). Quan Paganini va publicar els seus Capricis, els va dedicar a "alli artisti" (tots els artistes), en lloc d'una persona específica. Entre 1832 i 1840 hom pot trobar una mena de dedicatòria escrita pel mateix Paganini amb un dedicatari per a cada Capritx (possiblement per a una nova edició impresa): 1: Henri Vieuxtemps ; 2: Giuseppe Austri; 3: Ernesto Camilo Sívori ; 4: Ole Bornemann Bull ; 5: Heinrich Wilhelm Ernst ; 6: Karol Józef Lipiński ; 7: Franz Liszt ; 8: Delphin Alard; 9: Herrmann; 10: Théodor Haumann ; 11: Sigismond Thalberg ; 12: Dhuler; 13: Charles Philippe Lafont; 14: Jacques Pierre Rode ; 15: Louis Spohr ; 16: Rodolphe Kreutzer ; 17: Alexandre Artôt; 18: Antoine Bohrer; 19: Andreas Jakob Romberg; 20: Carlo Gignami; 21: Antonio Bazzini ; 22: Luigi Alliani; 23: [sense nom]; 24: Nicolò Paganini, sepolto pur troppo.

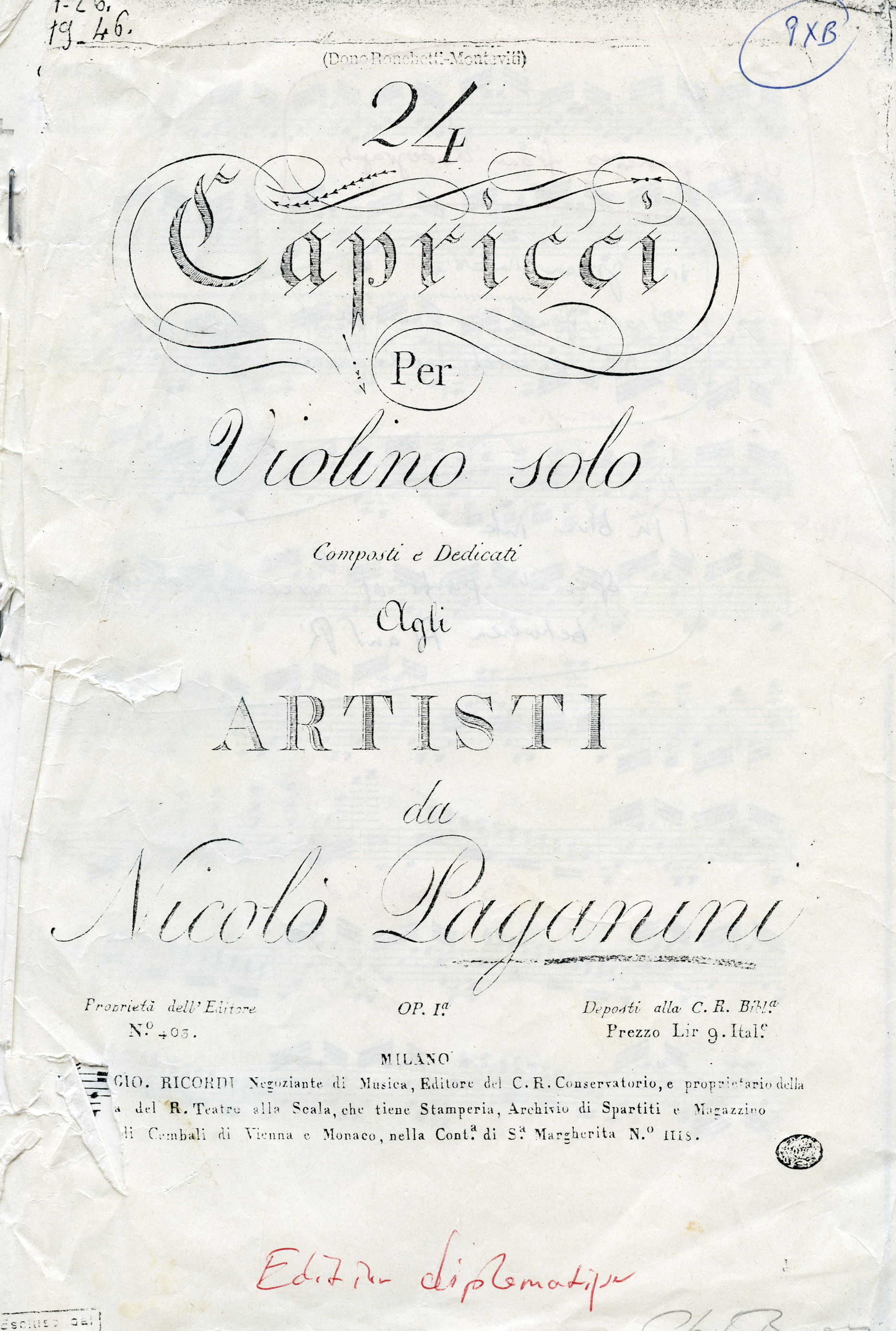
Primera plana de la 1a edició dels 24 Capricis de Paganini (Ricordi 1820)

Ferdinand David va editar una primera edició que va ser publicada per Breitkopf & Härtel en 1854. David, com a editor, també va publicar una edició dels Capritxos amb acompanyaments de piano per Robert Schumann. Una altra edició de David va ser publicada en dos llibre, de 12 de capritxos cadascun "mit hinzugefügter Begleitung des Pianoforte von Ferdinand David" (amb acompanyament de piano per Fernando David) i publicat per Breitkopf & Härtel (c. 1860).
A diferència de nombrosos conjunts de 24 peces anteriors i posteriors, no va haver-hi cap intenció d'escriure aquests capritxos en 24 tonalitats diferents.

## Els Capricis
- Caprici n.º 1 en mi major L'Arpeggio (Andante)
- Caprici n.º 2 en si menor (Moderato)
- Caprici n.º 3 en mi menor (Sostenuto – Presto – Sostenuto)
- Caprici n.º 4 en do menor Maestoso)
- Caprici n.º 5 en la menor (Agitato)
- Caprici n.º 6 en sol menor Tremolo (Lento)
- Caprici n.º 7 en la menor (Posato)
- Caprici n.º 8 en mi♭ major (Maestoso)
- Caprici n.º 9 en mi major La chasse (Allegretto)
- Caprici n.º 10 en sol menor (Vivace)
- Caprici n.º 11 en do major (Andante – Presto – Andante)
- Caprici n.º 12 en la♭ major (Allegro)
- Caprici n.º 13 en si♭ major, "La Risa del Diablo" (Allegro)
- Caprici n.º 14 en mi♭ major (Moderato)
- Caprici n.º 15 en mi menor (Posato)
- Caprici n.º 16 en sol menor (Presto)
- Caprici n.º 17 en mi♭ major (Sostenuto – Andante)
- Caprici n.º 18 in do major (Corrente – Allegro)
- Caprici n.º 19 en mi♭ major (Lento – Allegro assai)
- Caprici n.º 20 en re major (Allegretto)
- Caprici n.º 21 en la major (Amoroso – Presto)
- Caprici n.º 22 en fa major (Marcato)
- Caprici n.º 23 en mi♭ major (Posato – Minore – Posato)
- Caprici n.º 24 en la menor (Quasi presto – Variazioni I–XI – Finale)

## Edicions
- Edició crítica per Franco Gulli (Ed. Curci, 1982)[2]
- Edició crítica per Renato de Barbieri (Urtext, 1990)[3]